# 松田山
松田山（まつだやま）は丹沢山地最南部、神奈川県足柄上郡松田町と同郡山北町にまたがる山塊である。

## 概要
小田急小田原線およびJR東海御殿場線の新松田駅（松田駅）の北に位置する北西から南東にやや長い台形状の山塊であり、最高地点の標高は568mである。
山頂一帯はゴルフ場となっており、南斜面には最明寺史跡公園や西平畑公園などが設けられ、季節を通じて多くの観光客が訪れる。

## 交通
- 山頂に通じる公共交通機関はない。車道は整備されているので、自家用車にて山頂付近に到達することが可能。
- JR東海御殿場線松田駅、小田急小田原線新松田駅より徒歩1時間30分から2時間くらい。

## 観光名所
- 松田山ハーブガーデン
中腹の西平畑公園内にある施設[1]。展望がよく、園内からは足柄平野や箱根山、相模湾などを望むことができる[2]。
- 最明寺史跡公園
桜の隠れた名所。
- 山頂付近
小田原市など足柄平野周辺の夜景が素晴らしく、週末の夜間には、夜景見学の車が多い。